# Capitoli di Guru Guru - Il girotondo della magia

Copertina del primo numero dell'edizione italiana di Dynamic Italia con Nike e Kokori

Questa è la lista dei capitoli di Guru Guru - Il girotondo della magia, manga scritto e disegnato da Hiroyuki Etō e serializzato dall'11 luglio 1992 al 12 agosto 2003 sulla rivista Monthly Shōnen Gangan edita da Enix. In seguito i vari capitoli sono stati raccolti in 16 volumi tankōbon pubblicati tra il 21 agosto 1993 ed il 22 ottobre 2003.
In Italia la serie è stata pubblicata da Dynamic Italia dal gennaio 2002 al 10 marzo 2003, interrompendosi al nono numero corrispondente al quinto originale. In occasione del Milan Games Week 2023, il 25 novembre 2023, Edizioni BD ne annuncia la ripubblicazione in una nuova edizione in 8 volumi basata sulla shinsōban giapponese che è stata pubblicata dal 25 settembre al 4 dicembre 2024.
Una seconda serie intitolata Mahoujin Guru Guru 2, che funge da sequel alla prima serie, viene scritto e disegnato dal medesimo autore dal 1º novembre 2013 sulla rivista Gangan Online edita da Square Enix. I capitoli vengono raccolti in volumi tankōbon dal 22 luglio 2013.

## Guru Guru - Il girotondo della magia
| Nº Ja | Nº It | Data di prima pubblicazione | Data di prima pubblicazione | Data di prima pubblicazione                                               | Data di prima pubblicazione    |
| Nº Ja | Nº It | Giapponese | Giapponese                  | Italiano                                                                  | Italiano                       |
| ----- | ----- | --- | --------------------------- | ------------------------------------------------------------------------- | ------------------------------ |
| 1     | 1     | 21 agosto 1993 | ISBN 4-87025-054-3          | gennaio 2002 (Dynamic) febbraio 2002 (Dynamic) 25 settembre 2024 (J-Pop)  | ISBN 978-88-349-2748-9 (J-Pop) |
| 1     | 1     | Capitoli - Capitolo 1 Il villaggio di Jimina - Capitolo 2 Il castello di Codai - Capitolo 3 La città di Codai - Capitolo 4 La pianura di Jem - Capitolo 5 Il villaggio di Kita parte 1 - Capitolo 6 Il villaggio di Kita parte 2 - Capitolo 7 Il dungeon del Monte Lima (parte 1) - Capitolo 8 Il dungeon del Monte Lima (parte 2) - Capitolo 9 Il dungeon del Monte Lima (parte 3) - Capitolo 10 Il dungeon del Monte Lima (parte 4) - Capitolo 11 Il dungeon del Monte Lima (parte 5) - Pagine Extra |                             |                                                                           |                                |
| 2     | 1     | 22 marzo 1994 | ISBN 4-87025-077-2          | marzo 2002 (Dynamic) aprile 2002 (Dynamic) 25 settembre 2024 (J-Pop)      | ISBN 978-88-349-2748-9 (J-Pop) |
| 2     | 1     | Capitoli - Capitolo 12 I festeggiamenti al villaggio Kita - Capitolo 13 Il segreto del villaggio Jimine - Capitolo 14 Fuga dal castello di Codai - Capitolo 15 La gilda della magia oscura - Extra Kokorilke - Parte 1 - Capitolo 16 Il villaggio di Shugi - Capitolo 17 Kokori sale sulla montagna - Capitolo 18 Inizia l'addestramento - Capitolo 19 L'addestramento di Kokori - Extra Kokorilke - Parte 2                                                                                           |                             |                                                                           |                                |
| 3     | 2     | 22 settembre 1994 | ISBN 4-87025-093-4          | giugno 2002 (Dynamic) luglio 2002 (Dynamic) 25 settembre 2024 (J-Pop)     | ISBN 978-88-349-2770-0 (J-Pop) |
| 3     | 2     | Capitoli - Capitolo 20 La festa dell'apparizione - Capitolo 21 Fuga dal villaggio Shuji - Capitolo 22 Il primo sigillo - Extra 1 - Capitolo 23 Il secondo sigillo - Capitolo 24 Il terzo sigillo - Capitolo 25 Di nuovo in viaggio - Capitolo 26 Il villaggio di Giudilà - Capitolo 27 Reid - Capitolo 28 La fontana di Rapi - Extra 1 - I Feel Dreams. Sweet Sweet Dreams - Extra 2 Il prodigio di Cipiupiu                                                                                           |                             |                                                                           |                                |
| 4     | 2     | 22 febbraio 1995 | ISBN 4-87025-108-6          | novembre 2002 (Dynamic) novembre 2002 (Dynamic) 25 settembre 2024 (J-Pop) | ISBN 978-88-349-2770-0 (J-Pop) |
| 4     | 2     | Capitoli - Capitolo 29 Il paese delle fate - Parte 1 - Capitolo 30 Il paese delle fate - Parte 2 - Capitolo 31 La missione del prescelto - Extra 1 Le meravigliose avventure del villaggio Guruguru - Extra 2 - Un uomo e il suo gatto - Capitolo 32 Nel mondo misterioso - Capitolo 33 Ecco a voi Gatari! - Capitolo 34 Il negozio di Kokori! - Art Gallery - Manga Extra Il gatto dell'espressione inquietante                                                                                       |                             |                                                                           |                                |
| 5     | 3     | 22 luglio 1995 | ISBN 4-87025-120-5          | 10 marzo 2003 (Dynamic) 25 settembre 2024 (J-Pop)                         | ISBN 978-88-349-2771-7 (J-Pop) |
| 5     | 3     | Capitoli - Capitolo 35 Le illuminazioni di Gatari - Capitolo 36 Il potere del valoroso guerriero - Capitolo 37 La sconfitta del golem - Capitolo 38 L'esplorazione del Fondovalle - Capitolo 39 L'eredità dei MigumIgu - Capitolo 40 Ecco di nuovo Pipibau |                             |                                                                           |                                |
| 6     | 3     | 22 febbraio 1996 | ISBN 4-87025-142-6          | 25 settembre 2024                                                         | ISBN 978-88-349-2771-7         |
| 7     | 4     | 22 ottobre 1996 | ISBN 4-87025-164-7          | 25 settembre 2024                                                         | ISBN 978-88-349-2772-4         |
| 8     | 4     | 22 marzo 1997 | ISBN 4-87025-194-9          | 25 settembre 2024                                                         | ISBN 978-88-349-2772-4         |
| 9     | 5     | 22 novembre 1997 | ISBN 4-87025-233-3          | 4 dicembre 2024                                                           | ISBN 978-88-349-2773-1         |
| 10    | 5     | 20 marzo 1998 | ISBN 4-87025-268-6          | 4 dicembre 2024                                                           | ISBN 978-88-349-2773-1         |
| 11    | 6     | 22 gennaio 1999 | ISBN 4-87025-440-9          | 4 dicembre 2024                                                           | ISBN 978-88-349-2774-8         |
| 12    | 6     | 22 gennaio 2000 | ISBN 4-7575-0163-3          | 4 dicembre 2024                                                           | ISBN 978-88-349-2774-8         |
| 13    | 7     | 22 settembre 2000 | ISBN 4-7575-0310-5          | 4 dicembre 2024                                                           | ISBN 978-88-349-2775-5         |
| 14    | 7     | 22 novembre 2001 | ISBN 4-7575-0582-5          | 4 dicembre 2024                                                           | ISBN 978-88-349-2775-5         |
| 15    | 8     | 22 ottobre 2002 | ISBN 4-7575-0809-3          | 4 dicembre 2024                                                           | ISBN 978-88-349-2776-2         |
| 16    | 8     | 22 ottobre 2003 | ISBN 4-7575-1050-0          | 4 dicembre 2024                                                           | ISBN 978-88-349-2776-2         |

## Mahoujin Guru Guru 2
| Nº | Data di prima pubblicazione | Data di prima pubblicazione | Data di prima pubblicazione |
| Nº | Giapponese                  | Giapponese                  |                             |
| -- | --------------------------- | --------------------------- | --------------------------- |
| 1  | 22 luglio 2013              | ISBN 978-4-7575-4007-1      |                             |
| 2  | 22 febbraio 2014            | ISBN 978-4-7575-4224-2      |                             |
| 3  | 22 ottobre 2014             | ISBN 978-4-7575-444-6-8     |                             |
| 4  | 22 giugno 2015              | ISBN 978-4-7575-4667-7      |                             |
| 5  | 22 gennaio 2016             | ISBN 978-4-7575-4859-6      |                             |
| 6  | 22 luglio 2016              | ISBN 978-4-7575-5058-2      |                             |
| 7  | 21 gennaio 2017             | ISBN 978-4-7575-5234-0      |                             |
| 8  | 22 giugno 2017              | ISBN 978-4-7575-5374-3      |                             |
| 9  | 22 dicembre 2017            | ISBN 978-4-7575-5553-2      |                             |
| 10 | 21 settembre 2018           | ISBN 978-4-7575-5783-3      |                             |
| 11 | 22 febbraio 2019            | ISBN 978-4-7575-6011-6      |                             |
| 12 | 12 ottobre 2019             | ISBN 978-4-7575-6341-4      |                             |
| 13 | 12 giugno 2020              | ISBN 978-4-7575-6681-1      |                             |
| 14 | 12 febbraio 2021            | ISBN 978-4-7575-7093-1      |                             |
| 15 | 11 agosto 2021              | ISBN 978-4-7575-7421-2      |                             |
| 16 | 11 marzo 2022               | ISBN 978-4-7575-7811-1      |                             |
| 17 | 12 ottobre 2022             | ISBN 978-4-7575-8201-9      |                             |
| 18 | 12 luglio 2023              | ISBN 978-4-7575-8662-8      |                             |
| 19 | 12 giugno 2024              | ISBN 978-4-7575-9247-6      |                             |
| 20 | 12 aprile 2025              | ISBN 978-4-7575-9793-8      |                             |